# 1-й американский шахматный конгресс

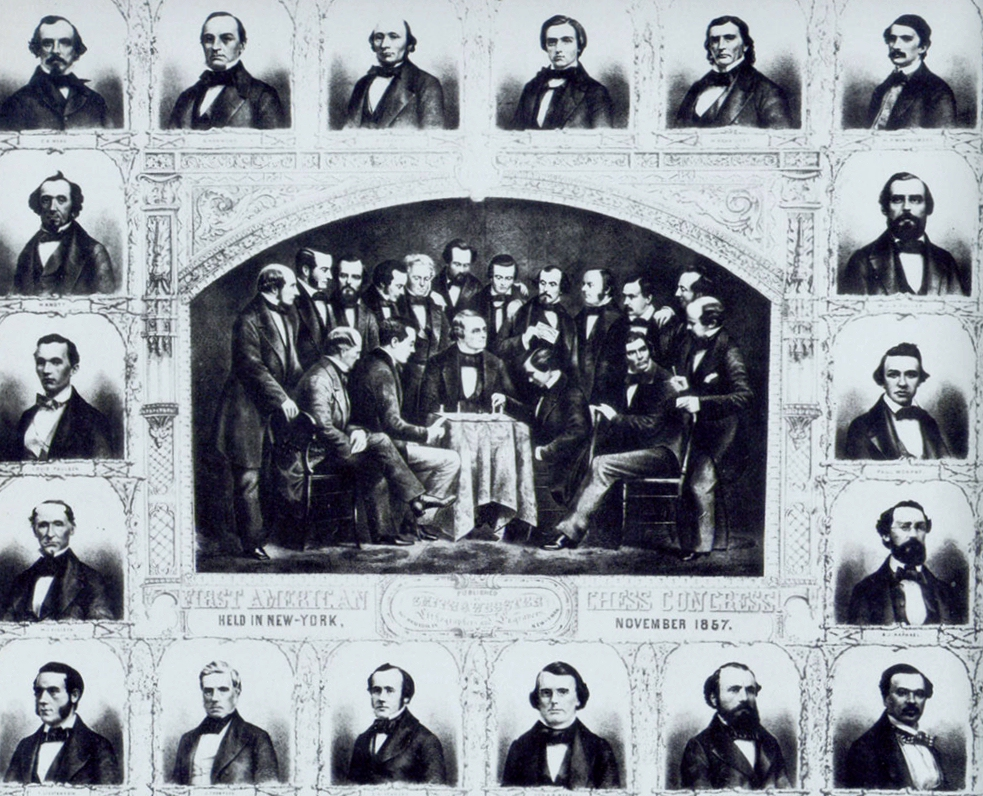
Литография с участниками первого американского шахматного конгресса

Первый американский шахматный конгресс прошёл в Нью-Йорке с 6 октября по 10 ноября 1857 года. Инициатором и организатором турнира выступил американский шахматист Даниел Фиске. В качестве места проведения конгресса, кроме Нью-Йорка, рассматривались также Филадельфия, Чикаго, Вашингтон и Новый Орлеан. Турнир проходил по нокаут-системе до трёх побед без учёта ничьих. Финальный матч игрался до пяти побед без учёта ничьих. Так как в то время ещё не использовались шахматные часы, то партии сильно затягивались.
Всего в турнире приняли участие 16 шахматистов. Фаворитами турнира считались первый чемпион США Чарлз Стэнли и приехавшие из Германии Теодор Лихтенхайн и Луи Паульсен. Однако победителем стал двадцатилетний Пол Морфи, обыгравший в финале Луи Паульсена. В матче за третье место победу одержал Лихтенхайн.

## Результаты
|  | 1/8 финала    | 1/8 финала    |             |   | Четвертьфиналы | Четвертьфиналы |  |  | Полуфиналы | Полуфиналы |  |  | Финал | Финал |
|  | ------------- | ------------- | ----------- | - | -------------- | -------------- |  |  | ---------- | ---------- |  |  | ----- | ----- |
|  |               |               |             |   |                |                |  |  |            |            |  |  |       |       |
|  |               |               |             |   |                |                |  |  |            |            |  |  |       |       |
|  |               |               |             |   |                |                |  |  |            |            |  |  |       |       |
|  | П. Морфи      | 3             |             |   |                |                |  |  |            |            |  |  |       |       |
|  | П. Морфи      | 3             |             |   |                |                |  |  |            |            |  |  |       |       |
|  | Дж. Томпсон   | 0             |             |   |                |                |  |  |            |            |  |  |       |       |
|  | Дж. Томпсон   | 0             | П. Морфи    | 3 |                |                |  |  |            |            |  |  |       |       |
|  |               |               | П. Морфи    | 3 |                |                |  |  |            |            |  |  |       |       |
|  |               | А. Мик        | 0           |   |                |                |  |  |            |            |  |  |       |       |
|  | У. Фуллер     | А. Мик        | 0           | 2 |                |                |  |  |            |            |  |  |       |       |
|  | У. Фуллер     |               |             | 2 |                |                |  |  |            |            |  |  |       |       |
|  | А. Мик        | 3             |             |   |                |                |  |  |            |            |  |  |       |       |
|  | А. Мик        | 3             | П. Морфи    | 3 |                |                |  |  |            |            |  |  |       |       |
|  |               |               | П. Морфи    | 3 |                |                |  |  |            |            |  |  |       |       |
|  |               | Т. Лихтенхайн | 0           |   |                |                |  |  |            |            |  |  |       |       |
|  | Х. Нотт       | Т. Лихтенхайн | 0           | 2 |                |                |  |  |            |            |  |  |       |       |
|  | Х. Нотт       |               |             | 2 |                |                |  |  |            |            |  |  |       |       |
|  | Ф. Перрин     | 3             |             |   |                |                |  |  |            |            |  |  |       |       |
|  | Ф. Перрин     | 3             | Ф. Перрин   | 0 |                |                |  |  |            |            |  |  |       |       |
|  |               |               | Ф. Перрин   | 0 |                |                |  |  |            |            |  |  |       |       |
|  |               | Т. Лихтенхайн | 3           |   |                |                |  |  |            |            |  |  |       |       |
|  | Т. Лихтенхайн | Т. Лихтенхайн | 3           | 3 |                |                |  |  |            |            |  |  |       |       |
|  | Т. Лихтенхайн |               |             | 3 |                |                |  |  |            |            |  |  |       |       |
|  | Ч. Стэнли     | 2             |             |   |                |                |  |  |            |            |  |  |       |       |
|  | Ч. Стэнли     | 2             | П. Морфи    | 5 |                |                |  |  |            |            |  |  |       |       |
|  |               |               | П. Морфи    | 5 |                |                |  |  |            |            |  |  |       |       |
|  |               | Л. Паульсен   | 1           |   |                |                |  |  |            |            |  |  |       |       |
|  | Б. Рафаэль    | Л. Паульсен   | 1           | 3 |                |                |  |  |            |            |  |  |       |       |
|  | Б. Рафаэль    |               |             | 3 |                |                |  |  |            |            |  |  |       |       |
|  | Х. Кенникотт  | 2             |             |   |                |                |  |  |            |            |  |  |       |       |
|  | Х. Кенникотт  | 2             | Б. Рафаэль  | 3 |                |                |  |  |            |            |  |  |       |       |
|  |               |               | Б. Рафаэль  | 3 |                |                |  |  |            |            |  |  |       |       |
|  |               | Н. Мараш      | 2           |   |                |                |  |  |            |            |  |  |       |       |
|  | Д. Фиске      | Н. Мараш      | 2           | 2 |                |                |  |  |            |            |  |  |       |       |
|  | Д. Фиске      |               |             | 2 |                |                |  |  |            |            |  |  |       |       |
|  | Н. Мараш      | 3             |             |   |                |                |  |  |            |            |  |  |       |       |
|  | Н. Мараш      | 3             | Б. Рафаэль  | 0 |                |                |  |  |            |            |  |  |       |       |
|  |               |               | Б. Рафаэль  | 0 |                |                |  |  |            |            |  |  |       |       |
|  |               | Л. Паульсен   | 2           |   | Третье место   | Третье место   |  |  |            |            |  |  |       |       |
|  | С. Кэлтроп    | Л. Паульсен   | 2           | 0 | Третье место   | Третье место   |  |  |            |            |  |  |       |       |
|  | С. Кэлтроп    |               |             | 0 |                |                |  |  |            |            |  |  |       |       |
|  | Л. Паульсен   | 3             |             |   |                |                |  |  |            |            |  |  |       |       |
|  | Л. Паульсен   | 3             | Л. Паульсен | 2 | Т. Лихтенхайн  | 3              |  |  |            |            |  |  |       |       |
|  |               |               | Л. Паульсен | 2 | Т. Лихтенхайн  | 3              |  |  |            |            |  |  |       |       |
|  |               | Х. Монтгомери | 0           |   | Б. Рафаэль     | 0              |  |  |            |            |  |  |       |       |
|  | У. Эллисон    | Х. Монтгомери | 0           | 1 | Б. Рафаэль     | 0              |  |  |            |            |  |  |       |       |
|  | У. Эллисон    |               |             | 1 |                |                |  |  |            |            |  |  |       |       |
|  | Х. Монтгомери | 3             |             |   |                |                |  |  |            |            |  |  |       |       |
|  | Х. Монтгомери | 3             |             |   |                |                |  |  |            |            |  |  |       |       |

## Финальный матч
В финальном матче встретились Пол Морфи и Луи Паульсен. Оба шахматиста довольно легко прошли своих соперников. Первая половина матча прошла в равной борьбе. Морфи выиграл первую партию, во второй была зафиксирована ничья, а в третьей победу одержал уже Паульсен. Четвёртая игра также завершилась ничьей. Однако во второй половине матча наступил перелом. Морфи одержал четыре победы подряд и, таким образом, выиграл матч.
| Игроки       | 1 | 2 | 3 | 4 | 5 | 6 | 7 | 8 | Очки |
| ------------ | - | - | - | - | - | - | - | - | ---- |
| Пол Морфи    | 1 | ½ | 0 | ½ | 1 | 1 | 1 | 1 | 5    |
| Луи Паульсен | 0 | ½ | 1 | ½ | 0 | 0 | 0 | 0 | 1    |

Из-за того, что в то время ещё не было шахматных часов, время на обдумывание было не ограничено. Морфи играл достаточно быстро, а Паульсен, отличавшийся своей медлительностью, тратил большое количество времени. Из-за этого партии между ними продолжались по 10—11 часов. А вторая партия, завершившаяся вничью, длилась 15 часов, из которых около 12 часов потратил на обдумывание Паульсен.
|   | a | b | c | d | e | f | g | h |   |
| - | --- | --- | --- | --- | --- | --- | --- | --- | - |
| 8 | e8 чёрная ладья · g8 чёрный король · a7 чёрная пешка · c7 чёрная пешка · d7 чёрный слон · f7 чёрная пешка · g7 чёрная пешка · h7 чёрная пешка · a6 белый ферзь · b6 чёрный слон · c6 чёрная пешка · e6 чёрная ладья · b4 белая пешка · c3 белая пешка · d3 чёрный ферзь · f3 белый слон · a2 белая ладья · d2 белая пешка · f2 белая пешка · g2 белая пешка · h2 белая пешка · c1 белый слон · f1 белая ладья · g1 белый король | e8 чёрная ладья · g8 чёрный король · a7 чёрная пешка · c7 чёрная пешка · d7 чёрный слон · f7 чёрная пешка · g7 чёрная пешка · h7 чёрная пешка · a6 белый ферзь · b6 чёрный слон · c6 чёрная пешка · e6 чёрная ладья · b4 белая пешка · c3 белая пешка · d3 чёрный ферзь · f3 белый слон · a2 белая ладья · d2 белая пешка · f2 белая пешка · g2 белая пешка · h2 белая пешка · c1 белый слон · f1 белая ладья · g1 белый король | e8 чёрная ладья · g8 чёрный король · a7 чёрная пешка · c7 чёрная пешка · d7 чёрный слон · f7 чёрная пешка · g7 чёрная пешка · h7 чёрная пешка · a6 белый ферзь · b6 чёрный слон · c6 чёрная пешка · e6 чёрная ладья · b4 белая пешка · c3 белая пешка · d3 чёрный ферзь · f3 белый слон · a2 белая ладья · d2 белая пешка · f2 белая пешка · g2 белая пешка · h2 белая пешка · c1 белый слон · f1 белая ладья · g1 белый король | e8 чёрная ладья · g8 чёрный король · a7 чёрная пешка · c7 чёрная пешка · d7 чёрный слон · f7 чёрная пешка · g7 чёрная пешка · h7 чёрная пешка · a6 белый ферзь · b6 чёрный слон · c6 чёрная пешка · e6 чёрная ладья · b4 белая пешка · c3 белая пешка · d3 чёрный ферзь · f3 белый слон · a2 белая ладья · d2 белая пешка · f2 белая пешка · g2 белая пешка · h2 белая пешка · c1 белый слон · f1 белая ладья · g1 белый король | e8 чёрная ладья · g8 чёрный король · a7 чёрная пешка · c7 чёрная пешка · d7 чёрный слон · f7 чёрная пешка · g7 чёрная пешка · h7 чёрная пешка · a6 белый ферзь · b6 чёрный слон · c6 чёрная пешка · e6 чёрная ладья · b4 белая пешка · c3 белая пешка · d3 чёрный ферзь · f3 белый слон · a2 белая ладья · d2 белая пешка · f2 белая пешка · g2 белая пешка · h2 белая пешка · c1 белый слон · f1 белая ладья · g1 белый король | e8 чёрная ладья · g8 чёрный король · a7 чёрная пешка · c7 чёрная пешка · d7 чёрный слон · f7 чёрная пешка · g7 чёрная пешка · h7 чёрная пешка · a6 белый ферзь · b6 чёрный слон · c6 чёрная пешка · e6 чёрная ладья · b4 белая пешка · c3 белая пешка · d3 чёрный ферзь · f3 белый слон · a2 белая ладья · d2 белая пешка · f2 белая пешка · g2 белая пешка · h2 белая пешка · c1 белый слон · f1 белая ладья · g1 белый король | e8 чёрная ладья · g8 чёрный король · a7 чёрная пешка · c7 чёрная пешка · d7 чёрный слон · f7 чёрная пешка · g7 чёрная пешка · h7 чёрная пешка · a6 белый ферзь · b6 чёрный слон · c6 чёрная пешка · e6 чёрная ладья · b4 белая пешка · c3 белая пешка · d3 чёрный ферзь · f3 белый слон · a2 белая ладья · d2 белая пешка · f2 белая пешка · g2 белая пешка · h2 белая пешка · c1 белый слон · f1 белая ладья · g1 белый король | e8 чёрная ладья · g8 чёрный король · a7 чёрная пешка · c7 чёрная пешка · d7 чёрный слон · f7 чёрная пешка · g7 чёрная пешка · h7 чёрная пешка · a6 белый ферзь · b6 чёрный слон · c6 чёрная пешка · e6 чёрная ладья · b4 белая пешка · c3 белая пешка · d3 чёрный ферзь · f3 белый слон · a2 белая ладья · d2 белая пешка · f2 белая пешка · g2 белая пешка · h2 белая пешка · c1 белый слон · f1 белая ладья · g1 белый король | 8 |
| 7 | e8 чёрная ладья · g8 чёрный король · a7 чёрная пешка · c7 чёрная пешка · d7 чёрный слон · f7 чёрная пешка · g7 чёрная пешка · h7 чёрная пешка · a6 белый ферзь · b6 чёрный слон · c6 чёрная пешка · e6 чёрная ладья · b4 белая пешка · c3 белая пешка · d3 чёрный ферзь · f3 белый слон · a2 белая ладья · d2 белая пешка · f2 белая пешка · g2 белая пешка · h2 белая пешка · c1 белый слон · f1 белая ладья · g1 белый король | e8 чёрная ладья · g8 чёрный король · a7 чёрная пешка · c7 чёрная пешка · d7 чёрный слон · f7 чёрная пешка · g7 чёрная пешка · h7 чёрная пешка · a6 белый ферзь · b6 чёрный слон · c6 чёрная пешка · e6 чёрная ладья · b4 белая пешка · c3 белая пешка · d3 чёрный ферзь · f3 белый слон · a2 белая ладья · d2 белая пешка · f2 белая пешка · g2 белая пешка · h2 белая пешка · c1 белый слон · f1 белая ладья · g1 белый король | e8 чёрная ладья · g8 чёрный король · a7 чёрная пешка · c7 чёрная пешка · d7 чёрный слон · f7 чёрная пешка · g7 чёрная пешка · h7 чёрная пешка · a6 белый ферзь · b6 чёрный слон · c6 чёрная пешка · e6 чёрная ладья · b4 белая пешка · c3 белая пешка · d3 чёрный ферзь · f3 белый слон · a2 белая ладья · d2 белая пешка · f2 белая пешка · g2 белая пешка · h2 белая пешка · c1 белый слон · f1 белая ладья · g1 белый король | e8 чёрная ладья · g8 чёрный король · a7 чёрная пешка · c7 чёрная пешка · d7 чёрный слон · f7 чёрная пешка · g7 чёрная пешка · h7 чёрная пешка · a6 белый ферзь · b6 чёрный слон · c6 чёрная пешка · e6 чёрная ладья · b4 белая пешка · c3 белая пешка · d3 чёрный ферзь · f3 белый слон · a2 белая ладья · d2 белая пешка · f2 белая пешка · g2 белая пешка · h2 белая пешка · c1 белый слон · f1 белая ладья · g1 белый король | e8 чёрная ладья · g8 чёрный король · a7 чёрная пешка · c7 чёрная пешка · d7 чёрный слон · f7 чёрная пешка · g7 чёрная пешка · h7 чёрная пешка · a6 белый ферзь · b6 чёрный слон · c6 чёрная пешка · e6 чёрная ладья · b4 белая пешка · c3 белая пешка · d3 чёрный ферзь · f3 белый слон · a2 белая ладья · d2 белая пешка · f2 белая пешка · g2 белая пешка · h2 белая пешка · c1 белый слон · f1 белая ладья · g1 белый король | e8 чёрная ладья · g8 чёрный король · a7 чёрная пешка · c7 чёрная пешка · d7 чёрный слон · f7 чёрная пешка · g7 чёрная пешка · h7 чёрная пешка · a6 белый ферзь · b6 чёрный слон · c6 чёрная пешка · e6 чёрная ладья · b4 белая пешка · c3 белая пешка · d3 чёрный ферзь · f3 белый слон · a2 белая ладья · d2 белая пешка · f2 белая пешка · g2 белая пешка · h2 белая пешка · c1 белый слон · f1 белая ладья · g1 белый король | e8 чёрная ладья · g8 чёрный король · a7 чёрная пешка · c7 чёрная пешка · d7 чёрный слон · f7 чёрная пешка · g7 чёрная пешка · h7 чёрная пешка · a6 белый ферзь · b6 чёрный слон · c6 чёрная пешка · e6 чёрная ладья · b4 белая пешка · c3 белая пешка · d3 чёрный ферзь · f3 белый слон · a2 белая ладья · d2 белая пешка · f2 белая пешка · g2 белая пешка · h2 белая пешка · c1 белый слон · f1 белая ладья · g1 белый король | e8 чёрная ладья · g8 чёрный король · a7 чёрная пешка · c7 чёрная пешка · d7 чёрный слон · f7 чёрная пешка · g7 чёрная пешка · h7 чёрная пешка · a6 белый ферзь · b6 чёрный слон · c6 чёрная пешка · e6 чёрная ладья · b4 белая пешка · c3 белая пешка · d3 чёрный ферзь · f3 белый слон · a2 белая ладья · d2 белая пешка · f2 белая пешка · g2 белая пешка · h2 белая пешка · c1 белый слон · f1 белая ладья · g1 белый король | 7 |
| 6 | e8 чёрная ладья · g8 чёрный король · a7 чёрная пешка · c7 чёрная пешка · d7 чёрный слон · f7 чёрная пешка · g7 чёрная пешка · h7 чёрная пешка · a6 белый ферзь · b6 чёрный слон · c6 чёрная пешка · e6 чёрная ладья · b4 белая пешка · c3 белая пешка · d3 чёрный ферзь · f3 белый слон · a2 белая ладья · d2 белая пешка · f2 белая пешка · g2 белая пешка · h2 белая пешка · c1 белый слон · f1 белая ладья · g1 белый король | e8 чёрная ладья · g8 чёрный король · a7 чёрная пешка · c7 чёрная пешка · d7 чёрный слон · f7 чёрная пешка · g7 чёрная пешка · h7 чёрная пешка · a6 белый ферзь · b6 чёрный слон · c6 чёрная пешка · e6 чёрная ладья · b4 белая пешка · c3 белая пешка · d3 чёрный ферзь · f3 белый слон · a2 белая ладья · d2 белая пешка · f2 белая пешка · g2 белая пешка · h2 белая пешка · c1 белый слон · f1 белая ладья · g1 белый король | e8 чёрная ладья · g8 чёрный король · a7 чёрная пешка · c7 чёрная пешка · d7 чёрный слон · f7 чёрная пешка · g7 чёрная пешка · h7 чёрная пешка · a6 белый ферзь · b6 чёрный слон · c6 чёрная пешка · e6 чёрная ладья · b4 белая пешка · c3 белая пешка · d3 чёрный ферзь · f3 белый слон · a2 белая ладья · d2 белая пешка · f2 белая пешка · g2 белая пешка · h2 белая пешка · c1 белый слон · f1 белая ладья · g1 белый король | e8 чёрная ладья · g8 чёрный король · a7 чёрная пешка · c7 чёрная пешка · d7 чёрный слон · f7 чёрная пешка · g7 чёрная пешка · h7 чёрная пешка · a6 белый ферзь · b6 чёрный слон · c6 чёрная пешка · e6 чёрная ладья · b4 белая пешка · c3 белая пешка · d3 чёрный ферзь · f3 белый слон · a2 белая ладья · d2 белая пешка · f2 белая пешка · g2 белая пешка · h2 белая пешка · c1 белый слон · f1 белая ладья · g1 белый король | e8 чёрная ладья · g8 чёрный король · a7 чёрная пешка · c7 чёрная пешка · d7 чёрный слон · f7 чёрная пешка · g7 чёрная пешка · h7 чёрная пешка · a6 белый ферзь · b6 чёрный слон · c6 чёрная пешка · e6 чёрная ладья · b4 белая пешка · c3 белая пешка · d3 чёрный ферзь · f3 белый слон · a2 белая ладья · d2 белая пешка · f2 белая пешка · g2 белая пешка · h2 белая пешка · c1 белый слон · f1 белая ладья · g1 белый король | e8 чёрная ладья · g8 чёрный король · a7 чёрная пешка · c7 чёрная пешка · d7 чёрный слон · f7 чёрная пешка · g7 чёрная пешка · h7 чёрная пешка · a6 белый ферзь · b6 чёрный слон · c6 чёрная пешка · e6 чёрная ладья · b4 белая пешка · c3 белая пешка · d3 чёрный ферзь · f3 белый слон · a2 белая ладья · d2 белая пешка · f2 белая пешка · g2 белая пешка · h2 белая пешка · c1 белый слон · f1 белая ладья · g1 белый король | e8 чёрная ладья · g8 чёрный король · a7 чёрная пешка · c7 чёрная пешка · d7 чёрный слон · f7 чёрная пешка · g7 чёрная пешка · h7 чёрная пешка · a6 белый ферзь · b6 чёрный слон · c6 чёрная пешка · e6 чёрная ладья · b4 белая пешка · c3 белая пешка · d3 чёрный ферзь · f3 белый слон · a2 белая ладья · d2 белая пешка · f2 белая пешка · g2 белая пешка · h2 белая пешка · c1 белый слон · f1 белая ладья · g1 белый король | e8 чёрная ладья · g8 чёрный король · a7 чёрная пешка · c7 чёрная пешка · d7 чёрный слон · f7 чёрная пешка · g7 чёрная пешка · h7 чёрная пешка · a6 белый ферзь · b6 чёрный слон · c6 чёрная пешка · e6 чёрная ладья · b4 белая пешка · c3 белая пешка · d3 чёрный ферзь · f3 белый слон · a2 белая ладья · d2 белая пешка · f2 белая пешка · g2 белая пешка · h2 белая пешка · c1 белый слон · f1 белая ладья · g1 белый король | 6 |
| 5 | e8 чёрная ладья · g8 чёрный король · a7 чёрная пешка · c7 чёрная пешка · d7 чёрный слон · f7 чёрная пешка · g7 чёрная пешка · h7 чёрная пешка · a6 белый ферзь · b6 чёрный слон · c6 чёрная пешка · e6 чёрная ладья · b4 белая пешка · c3 белая пешка · d3 чёрный ферзь · f3 белый слон · a2 белая ладья · d2 белая пешка · f2 белая пешка · g2 белая пешка · h2 белая пешка · c1 белый слон · f1 белая ладья · g1 белый король | e8 чёрная ладья · g8 чёрный король · a7 чёрная пешка · c7 чёрная пешка · d7 чёрный слон · f7 чёрная пешка · g7 чёрная пешка · h7 чёрная пешка · a6 белый ферзь · b6 чёрный слон · c6 чёрная пешка · e6 чёрная ладья · b4 белая пешка · c3 белая пешка · d3 чёрный ферзь · f3 белый слон · a2 белая ладья · d2 белая пешка · f2 белая пешка · g2 белая пешка · h2 белая пешка · c1 белый слон · f1 белая ладья · g1 белый король | e8 чёрная ладья · g8 чёрный король · a7 чёрная пешка · c7 чёрная пешка · d7 чёрный слон · f7 чёрная пешка · g7 чёрная пешка · h7 чёрная пешка · a6 белый ферзь · b6 чёрный слон · c6 чёрная пешка · e6 чёрная ладья · b4 белая пешка · c3 белая пешка · d3 чёрный ферзь · f3 белый слон · a2 белая ладья · d2 белая пешка · f2 белая пешка · g2 белая пешка · h2 белая пешка · c1 белый слон · f1 белая ладья · g1 белый король | e8 чёрная ладья · g8 чёрный король · a7 чёрная пешка · c7 чёрная пешка · d7 чёрный слон · f7 чёрная пешка · g7 чёрная пешка · h7 чёрная пешка · a6 белый ферзь · b6 чёрный слон · c6 чёрная пешка · e6 чёрная ладья · b4 белая пешка · c3 белая пешка · d3 чёрный ферзь · f3 белый слон · a2 белая ладья · d2 белая пешка · f2 белая пешка · g2 белая пешка · h2 белая пешка · c1 белый слон · f1 белая ладья · g1 белый король | e8 чёрная ладья · g8 чёрный король · a7 чёрная пешка · c7 чёрная пешка · d7 чёрный слон · f7 чёрная пешка · g7 чёрная пешка · h7 чёрная пешка · a6 белый ферзь · b6 чёрный слон · c6 чёрная пешка · e6 чёрная ладья · b4 белая пешка · c3 белая пешка · d3 чёрный ферзь · f3 белый слон · a2 белая ладья · d2 белая пешка · f2 белая пешка · g2 белая пешка · h2 белая пешка · c1 белый слон · f1 белая ладья · g1 белый король | e8 чёрная ладья · g8 чёрный король · a7 чёрная пешка · c7 чёрная пешка · d7 чёрный слон · f7 чёрная пешка · g7 чёрная пешка · h7 чёрная пешка · a6 белый ферзь · b6 чёрный слон · c6 чёрная пешка · e6 чёрная ладья · b4 белая пешка · c3 белая пешка · d3 чёрный ферзь · f3 белый слон · a2 белая ладья · d2 белая пешка · f2 белая пешка · g2 белая пешка · h2 белая пешка · c1 белый слон · f1 белая ладья · g1 белый король | e8 чёрная ладья · g8 чёрный король · a7 чёрная пешка · c7 чёрная пешка · d7 чёрный слон · f7 чёрная пешка · g7 чёрная пешка · h7 чёрная пешка · a6 белый ферзь · b6 чёрный слон · c6 чёрная пешка · e6 чёрная ладья · b4 белая пешка · c3 белая пешка · d3 чёрный ферзь · f3 белый слон · a2 белая ладья · d2 белая пешка · f2 белая пешка · g2 белая пешка · h2 белая пешка · c1 белый слон · f1 белая ладья · g1 белый король | e8 чёрная ладья · g8 чёрный король · a7 чёрная пешка · c7 чёрная пешка · d7 чёрный слон · f7 чёрная пешка · g7 чёрная пешка · h7 чёрная пешка · a6 белый ферзь · b6 чёрный слон · c6 чёрная пешка · e6 чёрная ладья · b4 белая пешка · c3 белая пешка · d3 чёрный ферзь · f3 белый слон · a2 белая ладья · d2 белая пешка · f2 белая пешка · g2 белая пешка · h2 белая пешка · c1 белый слон · f1 белая ладья · g1 белый король | 5 |
| 4 | e8 чёрная ладья · g8 чёрный король · a7 чёрная пешка · c7 чёрная пешка · d7 чёрный слон · f7 чёрная пешка · g7 чёрная пешка · h7 чёрная пешка · a6 белый ферзь · b6 чёрный слон · c6 чёрная пешка · e6 чёрная ладья · b4 белая пешка · c3 белая пешка · d3 чёрный ферзь · f3 белый слон · a2 белая ладья · d2 белая пешка · f2 белая пешка · g2 белая пешка · h2 белая пешка · c1 белый слон · f1 белая ладья · g1 белый король | e8 чёрная ладья · g8 чёрный король · a7 чёрная пешка · c7 чёрная пешка · d7 чёрный слон · f7 чёрная пешка · g7 чёрная пешка · h7 чёрная пешка · a6 белый ферзь · b6 чёрный слон · c6 чёрная пешка · e6 чёрная ладья · b4 белая пешка · c3 белая пешка · d3 чёрный ферзь · f3 белый слон · a2 белая ладья · d2 белая пешка · f2 белая пешка · g2 белая пешка · h2 белая пешка · c1 белый слон · f1 белая ладья · g1 белый король | e8 чёрная ладья · g8 чёрный король · a7 чёрная пешка · c7 чёрная пешка · d7 чёрный слон · f7 чёрная пешка · g7 чёрная пешка · h7 чёрная пешка · a6 белый ферзь · b6 чёрный слон · c6 чёрная пешка · e6 чёрная ладья · b4 белая пешка · c3 белая пешка · d3 чёрный ферзь · f3 белый слон · a2 белая ладья · d2 белая пешка · f2 белая пешка · g2 белая пешка · h2 белая пешка · c1 белый слон · f1 белая ладья · g1 белый король | e8 чёрная ладья · g8 чёрный король · a7 чёрная пешка · c7 чёрная пешка · d7 чёрный слон · f7 чёрная пешка · g7 чёрная пешка · h7 чёрная пешка · a6 белый ферзь · b6 чёрный слон · c6 чёрная пешка · e6 чёрная ладья · b4 белая пешка · c3 белая пешка · d3 чёрный ферзь · f3 белый слон · a2 белая ладья · d2 белая пешка · f2 белая пешка · g2 белая пешка · h2 белая пешка · c1 белый слон · f1 белая ладья · g1 белый король | e8 чёрная ладья · g8 чёрный король · a7 чёрная пешка · c7 чёрная пешка · d7 чёрный слон · f7 чёрная пешка · g7 чёрная пешка · h7 чёрная пешка · a6 белый ферзь · b6 чёрный слон · c6 чёрная пешка · e6 чёрная ладья · b4 белая пешка · c3 белая пешка · d3 чёрный ферзь · f3 белый слон · a2 белая ладья · d2 белая пешка · f2 белая пешка · g2 белая пешка · h2 белая пешка · c1 белый слон · f1 белая ладья · g1 белый король | e8 чёрная ладья · g8 чёрный король · a7 чёрная пешка · c7 чёрная пешка · d7 чёрный слон · f7 чёрная пешка · g7 чёрная пешка · h7 чёрная пешка · a6 белый ферзь · b6 чёрный слон · c6 чёрная пешка · e6 чёрная ладья · b4 белая пешка · c3 белая пешка · d3 чёрный ферзь · f3 белый слон · a2 белая ладья · d2 белая пешка · f2 белая пешка · g2 белая пешка · h2 белая пешка · c1 белый слон · f1 белая ладья · g1 белый король | e8 чёрная ладья · g8 чёрный король · a7 чёрная пешка · c7 чёрная пешка · d7 чёрный слон · f7 чёрная пешка · g7 чёрная пешка · h7 чёрная пешка · a6 белый ферзь · b6 чёрный слон · c6 чёрная пешка · e6 чёрная ладья · b4 белая пешка · c3 белая пешка · d3 чёрный ферзь · f3 белый слон · a2 белая ладья · d2 белая пешка · f2 белая пешка · g2 белая пешка · h2 белая пешка · c1 белый слон · f1 белая ладья · g1 белый король | e8 чёрная ладья · g8 чёрный король · a7 чёрная пешка · c7 чёрная пешка · d7 чёрный слон · f7 чёрная пешка · g7 чёрная пешка · h7 чёрная пешка · a6 белый ферзь · b6 чёрный слон · c6 чёрная пешка · e6 чёрная ладья · b4 белая пешка · c3 белая пешка · d3 чёрный ферзь · f3 белый слон · a2 белая ладья · d2 белая пешка · f2 белая пешка · g2 белая пешка · h2 белая пешка · c1 белый слон · f1 белая ладья · g1 белый король | 4 |
| 3 | e8 чёрная ладья · g8 чёрный король · a7 чёрная пешка · c7 чёрная пешка · d7 чёрный слон · f7 чёрная пешка · g7 чёрная пешка · h7 чёрная пешка · a6 белый ферзь · b6 чёрный слон · c6 чёрная пешка · e6 чёрная ладья · b4 белая пешка · c3 белая пешка · d3 чёрный ферзь · f3 белый слон · a2 белая ладья · d2 белая пешка · f2 белая пешка · g2 белая пешка · h2 белая пешка · c1 белый слон · f1 белая ладья · g1 белый король | e8 чёрная ладья · g8 чёрный король · a7 чёрная пешка · c7 чёрная пешка · d7 чёрный слон · f7 чёрная пешка · g7 чёрная пешка · h7 чёрная пешка · a6 белый ферзь · b6 чёрный слон · c6 чёрная пешка · e6 чёрная ладья · b4 белая пешка · c3 белая пешка · d3 чёрный ферзь · f3 белый слон · a2 белая ладья · d2 белая пешка · f2 белая пешка · g2 белая пешка · h2 белая пешка · c1 белый слон · f1 белая ладья · g1 белый король | e8 чёрная ладья · g8 чёрный король · a7 чёрная пешка · c7 чёрная пешка · d7 чёрный слон · f7 чёрная пешка · g7 чёрная пешка · h7 чёрная пешка · a6 белый ферзь · b6 чёрный слон · c6 чёрная пешка · e6 чёрная ладья · b4 белая пешка · c3 белая пешка · d3 чёрный ферзь · f3 белый слон · a2 белая ладья · d2 белая пешка · f2 белая пешка · g2 белая пешка · h2 белая пешка · c1 белый слон · f1 белая ладья · g1 белый король | e8 чёрная ладья · g8 чёрный король · a7 чёрная пешка · c7 чёрная пешка · d7 чёрный слон · f7 чёрная пешка · g7 чёрная пешка · h7 чёрная пешка · a6 белый ферзь · b6 чёрный слон · c6 чёрная пешка · e6 чёрная ладья · b4 белая пешка · c3 белая пешка · d3 чёрный ферзь · f3 белый слон · a2 белая ладья · d2 белая пешка · f2 белая пешка · g2 белая пешка · h2 белая пешка · c1 белый слон · f1 белая ладья · g1 белый король | e8 чёрная ладья · g8 чёрный король · a7 чёрная пешка · c7 чёрная пешка · d7 чёрный слон · f7 чёрная пешка · g7 чёрная пешка · h7 чёрная пешка · a6 белый ферзь · b6 чёрный слон · c6 чёрная пешка · e6 чёрная ладья · b4 белая пешка · c3 белая пешка · d3 чёрный ферзь · f3 белый слон · a2 белая ладья · d2 белая пешка · f2 белая пешка · g2 белая пешка · h2 белая пешка · c1 белый слон · f1 белая ладья · g1 белый король | e8 чёрная ладья · g8 чёрный король · a7 чёрная пешка · c7 чёрная пешка · d7 чёрный слон · f7 чёрная пешка · g7 чёрная пешка · h7 чёрная пешка · a6 белый ферзь · b6 чёрный слон · c6 чёрная пешка · e6 чёрная ладья · b4 белая пешка · c3 белая пешка · d3 чёрный ферзь · f3 белый слон · a2 белая ладья · d2 белая пешка · f2 белая пешка · g2 белая пешка · h2 белая пешка · c1 белый слон · f1 белая ладья · g1 белый король | e8 чёрная ладья · g8 чёрный король · a7 чёрная пешка · c7 чёрная пешка · d7 чёрный слон · f7 чёрная пешка · g7 чёрная пешка · h7 чёрная пешка · a6 белый ферзь · b6 чёрный слон · c6 чёрная пешка · e6 чёрная ладья · b4 белая пешка · c3 белая пешка · d3 чёрный ферзь · f3 белый слон · a2 белая ладья · d2 белая пешка · f2 белая пешка · g2 белая пешка · h2 белая пешка · c1 белый слон · f1 белая ладья · g1 белый король | e8 чёрная ладья · g8 чёрный король · a7 чёрная пешка · c7 чёрная пешка · d7 чёрный слон · f7 чёрная пешка · g7 чёрная пешка · h7 чёрная пешка · a6 белый ферзь · b6 чёрный слон · c6 чёрная пешка · e6 чёрная ладья · b4 белая пешка · c3 белая пешка · d3 чёрный ферзь · f3 белый слон · a2 белая ладья · d2 белая пешка · f2 белая пешка · g2 белая пешка · h2 белая пешка · c1 белый слон · f1 белая ладья · g1 белый король | 3 |
| 2 | e8 чёрная ладья · g8 чёрный король · a7 чёрная пешка · c7 чёрная пешка · d7 чёрный слон · f7 чёрная пешка · g7 чёрная пешка · h7 чёрная пешка · a6 белый ферзь · b6 чёрный слон · c6 чёрная пешка · e6 чёрная ладья · b4 белая пешка · c3 белая пешка · d3 чёрный ферзь · f3 белый слон · a2 белая ладья · d2 белая пешка · f2 белая пешка · g2 белая пешка · h2 белая пешка · c1 белый слон · f1 белая ладья · g1 белый король | e8 чёрная ладья · g8 чёрный король · a7 чёрная пешка · c7 чёрная пешка · d7 чёрный слон · f7 чёрная пешка · g7 чёрная пешка · h7 чёрная пешка · a6 белый ферзь · b6 чёрный слон · c6 чёрная пешка · e6 чёрная ладья · b4 белая пешка · c3 белая пешка · d3 чёрный ферзь · f3 белый слон · a2 белая ладья · d2 белая пешка · f2 белая пешка · g2 белая пешка · h2 белая пешка · c1 белый слон · f1 белая ладья · g1 белый король | e8 чёрная ладья · g8 чёрный король · a7 чёрная пешка · c7 чёрная пешка · d7 чёрный слон · f7 чёрная пешка · g7 чёрная пешка · h7 чёрная пешка · a6 белый ферзь · b6 чёрный слон · c6 чёрная пешка · e6 чёрная ладья · b4 белая пешка · c3 белая пешка · d3 чёрный ферзь · f3 белый слон · a2 белая ладья · d2 белая пешка · f2 белая пешка · g2 белая пешка · h2 белая пешка · c1 белый слон · f1 белая ладья · g1 белый король | e8 чёрная ладья · g8 чёрный король · a7 чёрная пешка · c7 чёрная пешка · d7 чёрный слон · f7 чёрная пешка · g7 чёрная пешка · h7 чёрная пешка · a6 белый ферзь · b6 чёрный слон · c6 чёрная пешка · e6 чёрная ладья · b4 белая пешка · c3 белая пешка · d3 чёрный ферзь · f3 белый слон · a2 белая ладья · d2 белая пешка · f2 белая пешка · g2 белая пешка · h2 белая пешка · c1 белый слон · f1 белая ладья · g1 белый король | e8 чёрная ладья · g8 чёрный король · a7 чёрная пешка · c7 чёрная пешка · d7 чёрный слон · f7 чёрная пешка · g7 чёрная пешка · h7 чёрная пешка · a6 белый ферзь · b6 чёрный слон · c6 чёрная пешка · e6 чёрная ладья · b4 белая пешка · c3 белая пешка · d3 чёрный ферзь · f3 белый слон · a2 белая ладья · d2 белая пешка · f2 белая пешка · g2 белая пешка · h2 белая пешка · c1 белый слон · f1 белая ладья · g1 белый король | e8 чёрная ладья · g8 чёрный король · a7 чёрная пешка · c7 чёрная пешка · d7 чёрный слон · f7 чёрная пешка · g7 чёрная пешка · h7 чёрная пешка · a6 белый ферзь · b6 чёрный слон · c6 чёрная пешка · e6 чёрная ладья · b4 белая пешка · c3 белая пешка · d3 чёрный ферзь · f3 белый слон · a2 белая ладья · d2 белая пешка · f2 белая пешка · g2 белая пешка · h2 белая пешка · c1 белый слон · f1 белая ладья · g1 белый король | e8 чёрная ладья · g8 чёрный король · a7 чёрная пешка · c7 чёрная пешка · d7 чёрный слон · f7 чёрная пешка · g7 чёрная пешка · h7 чёрная пешка · a6 белый ферзь · b6 чёрный слон · c6 чёрная пешка · e6 чёрная ладья · b4 белая пешка · c3 белая пешка · d3 чёрный ферзь · f3 белый слон · a2 белая ладья · d2 белая пешка · f2 белая пешка · g2 белая пешка · h2 белая пешка · c1 белый слон · f1 белая ладья · g1 белый король | e8 чёрная ладья · g8 чёрный король · a7 чёрная пешка · c7 чёрная пешка · d7 чёрный слон · f7 чёрная пешка · g7 чёрная пешка · h7 чёрная пешка · a6 белый ферзь · b6 чёрный слон · c6 чёрная пешка · e6 чёрная ладья · b4 белая пешка · c3 белая пешка · d3 чёрный ферзь · f3 белый слон · a2 белая ладья · d2 белая пешка · f2 белая пешка · g2 белая пешка · h2 белая пешка · c1 белый слон · f1 белая ладья · g1 белый король | 2 |
| 1 | e8 чёрная ладья · g8 чёрный король · a7 чёрная пешка · c7 чёрная пешка · d7 чёрный слон · f7 чёрная пешка · g7 чёрная пешка · h7 чёрная пешка · a6 белый ферзь · b6 чёрный слон · c6 чёрная пешка · e6 чёрная ладья · b4 белая пешка · c3 белая пешка · d3 чёрный ферзь · f3 белый слон · a2 белая ладья · d2 белая пешка · f2 белая пешка · g2 белая пешка · h2 белая пешка · c1 белый слон · f1 белая ладья · g1 белый король | e8 чёрная ладья · g8 чёрный король · a7 чёрная пешка · c7 чёрная пешка · d7 чёрный слон · f7 чёрная пешка · g7 чёрная пешка · h7 чёрная пешка · a6 белый ферзь · b6 чёрный слон · c6 чёрная пешка · e6 чёрная ладья · b4 белая пешка · c3 белая пешка · d3 чёрный ферзь · f3 белый слон · a2 белая ладья · d2 белая пешка · f2 белая пешка · g2 белая пешка · h2 белая пешка · c1 белый слон · f1 белая ладья · g1 белый король | e8 чёрная ладья · g8 чёрный король · a7 чёрная пешка · c7 чёрная пешка · d7 чёрный слон · f7 чёрная пешка · g7 чёрная пешка · h7 чёрная пешка · a6 белый ферзь · b6 чёрный слон · c6 чёрная пешка · e6 чёрная ладья · b4 белая пешка · c3 белая пешка · d3 чёрный ферзь · f3 белый слон · a2 белая ладья · d2 белая пешка · f2 белая пешка · g2 белая пешка · h2 белая пешка · c1 белый слон · f1 белая ладья · g1 белый король | e8 чёрная ладья · g8 чёрный король · a7 чёрная пешка · c7 чёрная пешка · d7 чёрный слон · f7 чёрная пешка · g7 чёрная пешка · h7 чёрная пешка · a6 белый ферзь · b6 чёрный слон · c6 чёрная пешка · e6 чёрная ладья · b4 белая пешка · c3 белая пешка · d3 чёрный ферзь · f3 белый слон · a2 белая ладья · d2 белая пешка · f2 белая пешка · g2 белая пешка · h2 белая пешка · c1 белый слон · f1 белая ладья · g1 белый король | e8 чёрная ладья · g8 чёрный король · a7 чёрная пешка · c7 чёрная пешка · d7 чёрный слон · f7 чёрная пешка · g7 чёрная пешка · h7 чёрная пешка · a6 белый ферзь · b6 чёрный слон · c6 чёрная пешка · e6 чёрная ладья · b4 белая пешка · c3 белая пешка · d3 чёрный ферзь · f3 белый слон · a2 белая ладья · d2 белая пешка · f2 белая пешка · g2 белая пешка · h2 белая пешка · c1 белый слон · f1 белая ладья · g1 белый король | e8 чёрная ладья · g8 чёрный король · a7 чёрная пешка · c7 чёрная пешка · d7 чёрный слон · f7 чёрная пешка · g7 чёрная пешка · h7 чёрная пешка · a6 белый ферзь · b6 чёрный слон · c6 чёрная пешка · e6 чёрная ладья · b4 белая пешка · c3 белая пешка · d3 чёрный ферзь · f3 белый слон · a2 белая ладья · d2 белая пешка · f2 белая пешка · g2 белая пешка · h2 белая пешка · c1 белый слон · f1 белая ладья · g1 белый король | e8 чёрная ладья · g8 чёрный король · a7 чёрная пешка · c7 чёрная пешка · d7 чёрный слон · f7 чёрная пешка · g7 чёрная пешка · h7 чёрная пешка · a6 белый ферзь · b6 чёрный слон · c6 чёрная пешка · e6 чёрная ладья · b4 белая пешка · c3 белая пешка · d3 чёрный ферзь · f3 белый слон · a2 белая ладья · d2 белая пешка · f2 белая пешка · g2 белая пешка · h2 белая пешка · c1 белый слон · f1 белая ладья · g1 белый король | e8 чёрная ладья · g8 чёрный король · a7 чёрная пешка · c7 чёрная пешка · d7 чёрный слон · f7 чёрная пешка · g7 чёрная пешка · h7 чёрная пешка · a6 белый ферзь · b6 чёрный слон · c6 чёрная пешка · e6 чёрная ладья · b4 белая пешка · c3 белая пешка · d3 чёрный ферзь · f3 белый слон · a2 белая ладья · d2 белая пешка · f2 белая пешка · g2 белая пешка · h2 белая пешка · c1 белый слон · f1 белая ладья · g1 белый король | 1 |
|   | a | b | c | d | e | f | g | h |   |

Наиболее примечательной стала шестая партия в матче. 1. e4 e5 2. Кf3 Кc6 3. Кc3 Кf6 4. Сb5 Сc5 (современная теория отдаёт предпочтение 4.…Cb4 или 4.…Кd4) 5. 0-0 0-0 6. К:e5 Лe8?! (этот ход позволял белым добиться преимущества) 7. К:c6?! (сильнейший ход Кf3!) dc 8. Сc4 b5 9. Сe2 К:e4 10. К:e4 Л:e4 11. Сf3 Лe6 12. c3? (Каспаров называет этот ход «безобразным», так как белые позволяют поставить чёрного ферзя на d3. Паульсен планировал продвижение d2-d4, и не заметил 12.… Фd3! Продвижение можно было осуществить с помощью d3-c3-d4) Фd3! (этот ход парализует ферзевый фланг белых, и в частности препятствует развитию ферзевого слона) 13. b4 Сb6 14. a4 (Паульсен вскрывает линию a, чтобы освободить ферзевую ладью) ba 15. Ф:a4 Сd7? (Морфи допускает ошибку, убирая контроль с поля a6. Лучшим продолжением было 15.…Cb7 и если 16. Лa2 Лae8 17. Фd1 Сa6 с преимуществом чёрных) 16. Лa2? (решающая ошибка Паульсена. Ему следовало выбить чёрного ферзя с d3 с помощью 16. Фa6! и преимущество могло перейти к белым. Сыграв 16. Лa2, Паульсен собирался произвести размен ферзей на поле c2, однако это промедление стало роковой ошибкой) Лae8 (угрожает Ф:f1) 17. Фa6 Ф:f3!! (Жертвой ферзя Морфи создаёт неотразимые угрозы белому королю) 18. gf Лg6+ 19. Крh1 Сh3 20. Лd1 (если 20 Фd3 f5! и чёрные угрожают матом 21.… Сg2+ и 22.… С:f3#. В случае 21. Фc4+ Крf8! и снова угроза мата) Сg2+ 21. Крg1 С:f3+ 22. Крf1 Сg2+ (Цукерторт рекомендует 22.…Лg2! и после этого хода чёрные могут поставить мат не позднее 4-го хода) 23. Крg1 Сh3+ 24. Крh1 С:f2 25. Фf1 С:f1 26. Л:f1 Лe2 27. Лa1 Лh6 28. d4 Сe3. 0-1. Белые сдались, так как мат неизбежен.